# Lago Mistassini
El lago Mistassini (en inglés: Lake Mistassini) es un gran lago de Canadá, el mayor lago natural de la provincia de Quebec (con 2.335 km²), y lugar de nacimiento del importante río Rupert (763 km).

## Geografía
El lago Mistassini está situado en la región de Jamésie, a aproximadamente 360 kilómetros al este de la bahía de James. El pueblo cree de Mistissini está localizado al sureste del lago, en la península Watson.
El lago tiene una longitud de 161 km y una anchura máxima de 19 km y su volumen de agua es de unos 150 km³.

## Flora y fauna
Los extensos bosques de piceas, abedules, pinos y abetos que rodean el lago son explotados por la industria forestal. La región del lago Mistassini también es conocida como una de las más propicias para los arándanos.
El lago albergaba una fauna muy diversificada tanto en el interior del lago como en los alrededores. Sin embargo, debido a la caza intensiva las poblaciones de caribúes prácticamente han desaparecido mientras que las de castores, nutrias, Martas, lince canadiense, zorros y visones han disminuido notablemente.

## Historia
El lago Mistassini fue descubierto en 1663, en el marco de una expedición dirigida por Guillaume Couture, primer colono de Pointe-Lévy (Lévis) y héroe de Nueva Francia, en una expedición ordenada por Pierre du Bois d'Avaugour, gobernador de Nueva Francia para descubrir un acceso a los mares del norte. Iba acompañado por Pierre Duquet y Jean Langlois, además de guías amerindios. La expedición la componían un total de 44 botes. El grupo remontó el río Saguenay, para alcanzar el lago Mistassini y prosiguió su camino hasta el río Rupert que va hacia la bahía de Hudson. Couture fue posiblemente el primer europeo que descubrió el gran lago.
En 1672, el padre Charles Albanel fue al lago Mistassini en misión oficial. Más tarde, se creó un puesto de tratado de pieles cerca del lago. El nombre del lago proviene de la palabra cri mista-assini, que significa «gran roca». Su nombre es debido a una roca imponente de 3 metros situada en el lugar donde el lago desagua en el río Rupert.